# شال
الشال (جمع: شِيلانٌ) هو لباس كشميريّ بسيط، يُلبس بشكل فضفاض فوق الكتفين والجزء العلوي من الجسم والذراعين، وأحياناً فوق الرأس. عادة ما يكون قماشة مستطيلة أو مربعة، تطوى غالباً لعمل مثلث، ويمكن أيضاً أن تكون مثلثة الشكل. تشمل الأشكال الأخرى شالات مستطيلة. جاء المصطلح من اللغة الفارسية.

## صور

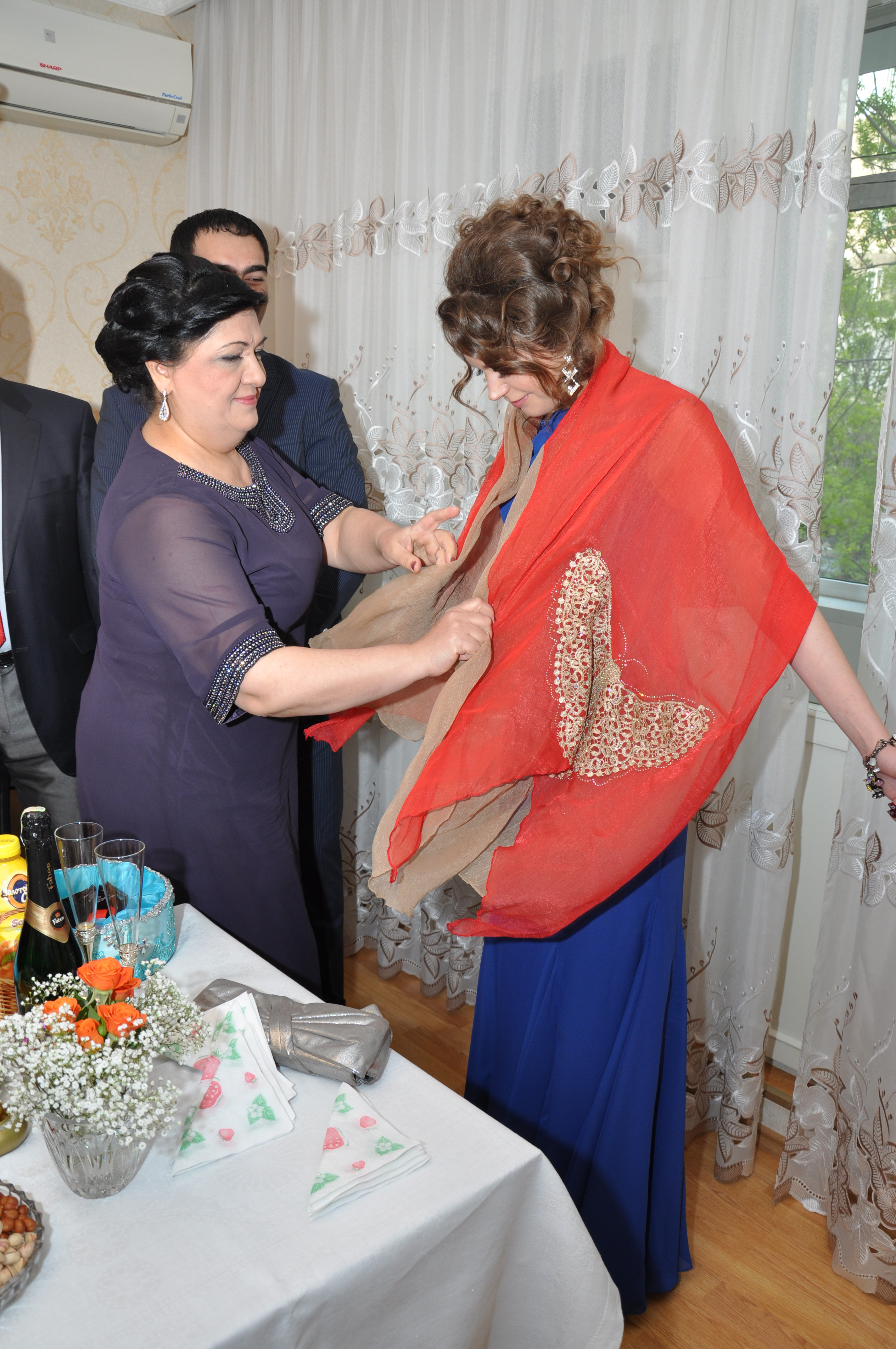
عروس أذربيجانية مرتدية شالاً.
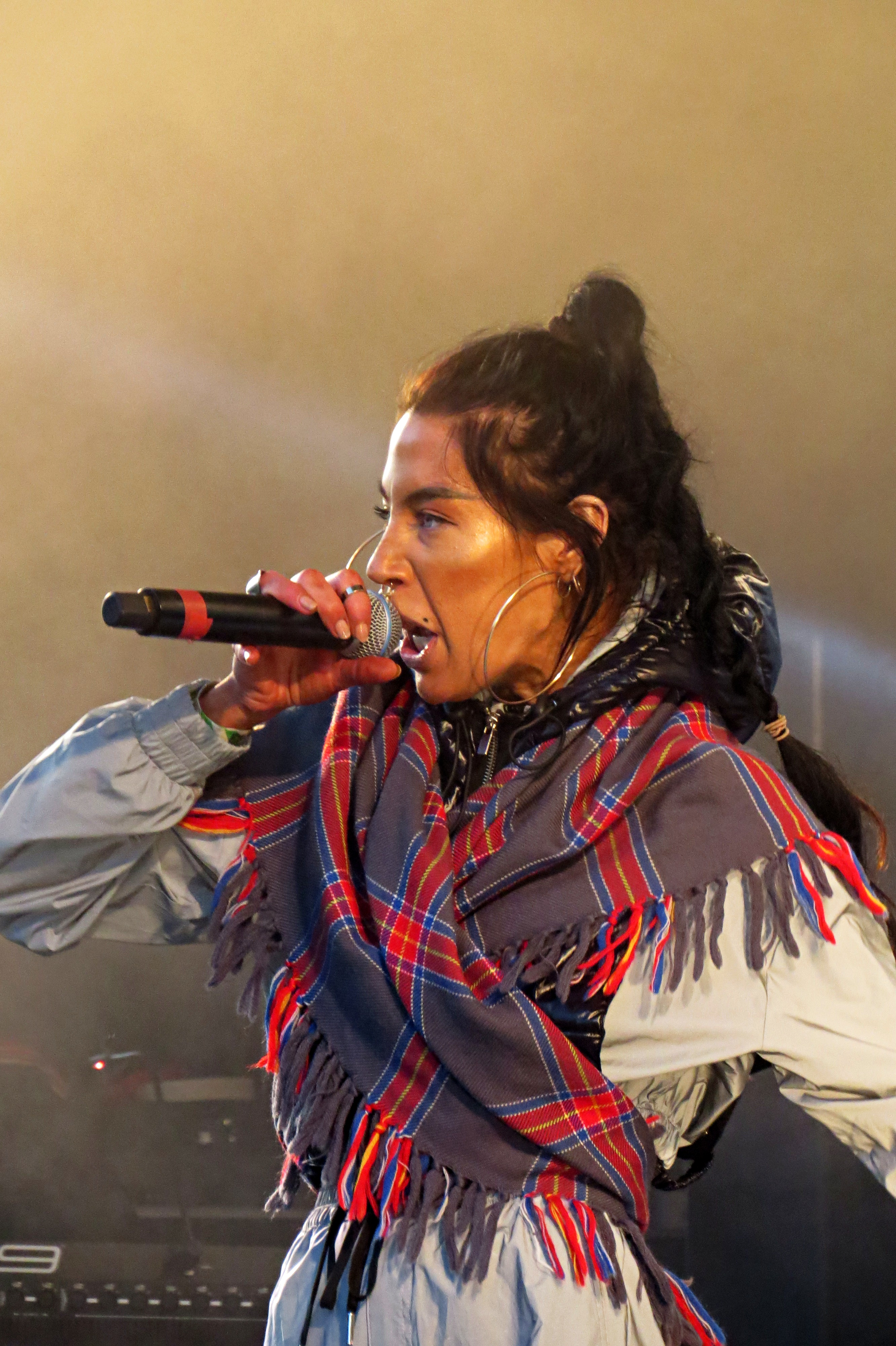
مغنية مرتدية شالاً تقليدياً (2019).